# A3 (Algorithmus)

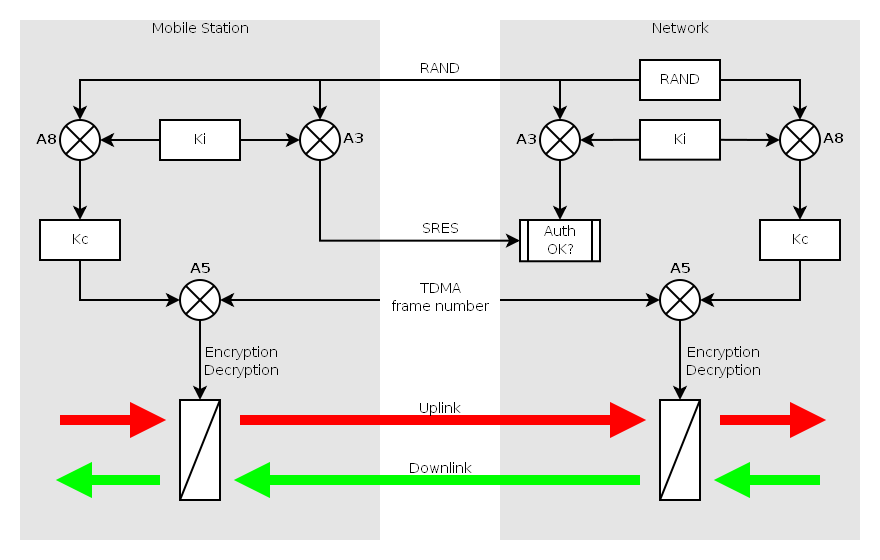
Zusammenhang zwischen A3, A5 und A8

A3 ist ein Algorithmus, mit Hilfe dessen ein Mobilfunkgerät sich gegenüber einem Mobilfunknetz authentisiert.
Der Algorithmus berechnet in GSM-Netzen aus dem geheimen Teilnehmerschlüssel Ki (128 bit) und einer Zufallszahl RAND (128 bit) eine sogenannte signed response SRES (32 bit, deutsch „unterschriebene Antwort“). Der A3 ist sowohl im Authentication Center (AuC) des Heimatnetzes als auch auf der SIM-Karte des Teilnehmers implementiert. Der Algorithmus ist nicht in GSM standardisiert und kann vom Netzbetreiber in geeigneter Weise gewählt werden. Gleichwohl gibt es Beispielimplementierungen von der Mobilfunknetzbetreibervereinigung GSMA.